# Murgulla
Murgulla és una zona de camps de conreu del Pallars Jussà situat en el terme municipal de Conca de Dalt, a l'antic terme de Claverol, en terres del poble de Sant Martí de Canals.
Està situada al sud-est de Sant Martí de Canals, al nord-oest del Pont de la Casa, al sud-oest de Cantamoixona i al nord-oest de les Fonts, al nord-est de Comassa i a llevant de la Carretera de Pessonada.